# La bocca del lupo (film)
Pour plus de détails, voir Fiche technique et Distribution.
La bocca del lupo est un documentaire franco-italien réalisé par Pietro Marcello, sorti en 2009.

## Synopsis
La bocca del lupo est le récit de la vie d'Enzo, criminel multirécidiviste qui a su trouver en prison une personne à aimer en la personne de Mary, une femme transgenre. À travers le portrait de l'homme, c'est également l'occasion d'un voyage poétique au sein de la région de Gênes que le cinéaste propose, avec des images faisant à la fois appel au passé et au présent et oscillant constamment entre une approche documentaire et fictionnelle.

## Fiche technique
- Titre : La bocca del lupo
- Réalisateur : Pietro Marcello
- Montage : Sara Fgaier
- Scénario : Pietro Marcello
- Producteurs : Sara Fgaier, Pietro Marcello
- Sociétés de production : Avventurosa, Rai Cinema, Associazione San Marcellino (it), Indigo Film
- Société de distribution : BIM Distribuzione (it) (Italie), Bellissima Films (France)
- Pays de production :  Italie et  France
- Langue : italien
- Genre : documentaire, biographique
- Durée : 68 minutes (1 h 8)
- Dates de sortie : 
  - Italie : 16 novembre 2009
  - France : 23 juin 2010

## Distribution
- Vincenzo Motta: Enzo
- Mary Monaco : Mary
- Franco Leo : Narrateur

## Distinctions
- Festival du film de Turin : meilleur film et prix FIPRESCI